# Rifargia ogdeni
Rifargia ogdeni är en fjärilsart som beskrevs av William Schaus 1939. Rifargia ogdeni ingår i släktet Rifargia och familjen tandspinnare. Inga underarter finns listade.